# Borderline (film, 2008)
Pour les articles homonymes, voir Borderline.
Pour plus de détails, voir Fiche technique et Distribution.
Borderline est un film québécois réalisé par Lyne Charlebois, sorti en salles en 2008
Adapté des romans Borderline et La Brèche de Marie-Sissi Labrèche, le film mérita à Lyne Charlebois le prix de la meilleure réalisation au gala des Jutra.

## Synopsis
Kiki (Isabelle Blais) a un trouble de la personnalité borderline. Elle est une jeune étudiante en littérature, en mal d'amour, se réfugie dans l'alcool et le sexe afin d'oublier son lourd passé : un père inconnu, une mère (Sylvie Drapeau) internée dans un hôpital psychiatrique, élevée par sa grand-mère (Angèle Coutu) qui est sur le point de mourir. Mais à ses trente ans, elle rencontrera l’amour le plus douloureux : l’amour d’elle-même.

## Fiche technique
- Titre : Borderline
- Réalisation : Lyne Charlebois
- Scénario : Marie-Sissi Labrèche, d'après ses romans Borderline et La Brèche
  - Dialogues : Lyne Charlebois
- Photographie : Steve Asselin
- Montage : Yvann Thibaudeau
- Producteurs : Roger Frappier, Luc Vandal
- Société de production : Max Films
- Société de distribution : TVA Films
- Budget : 4M$ (CAD)
- Format : couleurs, 35 mm, 1,85:1
- Pays :  Canada -  Québec
- Langue : français
- Genre : Drame
- Durée : 109 minutes (1 h 49)
- Date de sortie : 
  - Québec : 8 février 2008

## Distribution
- Isabelle Blais : Kiki (20 & 30 ans)
- Angèle Coutu : Mémé
- Sylvie Drapeau :  Mère de Kiki
- Jean-Hugues Anglade : Tcheky
- Pierre-Luc Brillant : Mikael Robin
- Marie-Chantal Perron : Caroline
- Antoine Bertrand : Éric
- Laurence Carbonneau : Kiki (10 ans)
- Hortense Bamas :  Céline (élève)
- Marc Beaupré : Père de Kiki
- Sandrine Bisson
- Valérie Blais : Isabelle
- Marie Charlebois : Aline (travailleuse sociale)
- Renée Cossette : Maîtresse Thérèse
- Hubert Lemire : (Gars au party)
- William Monette : Émile fils d'Éric
- Dominique Pétin : Tina Brochu
- Hubert Proulx : Antoine
- Félixe Ross : Blonde de Caroline

## Distinctions

### Récompenses
- Festival du film francophone d'Angoulême 2008 :
  - Valois du public
- Prix Jutra 2009 du cinéma québécois : 
  - Prix de la meilleure actrice à Isabelle Blais
  - Prix de la meilleure réalisation à Lyne Charlebois
  - Prix du meilleur montage à Yvann Thibaudeau
  - Prix de la meilleure actrice de soutien à Angèle Coutu
- Prix Génie 2009 du cinéma canadien : Prix du meilleur scénario adapté à Lyne Charlebois et Marie-Sissi Labrèche

### Nominations
- Prix Jutra 2009 du cinéma québécois :
  - Prix du meilleur film